# گیبسونویل (کارولینای شمالی)
گیبسونویل (به انگلیسی: Gibsonville) شهری در ایالت کارولینای شمالی کشور ایالات متحده آمریکا است که جمعیت آن در سرشماری سال ۲۰۱۰ میلادی، ۶٬۴۱۰ نفر بوده‌است.